# Павленко, Андрей Николаевич (онколог)
Андрей Николаевич Павленко (9 мая 1978, Прага, ЧССР — 5 января 2020, Санкт-Петербург) — российский врач-онколог, оперирующий хирург и руководитель онкологического центра Клиники высоких медицинских технологий имени Н. И. Пирогова Санкт-Петербургского университета. Стал известен в марте 2018 года после диагностированного у него рака желудка третьей стадии и последовавшего освещения в СМИ всех этапов лечения с комментариями опытного специалиста от первого лица. Пережил операцию по удалению желудка, в 2019 году сообщил о достижении ремиссии. Активно выступал за изменения в отечественной онкологии, в частности, в системе обучения врачей. Создал проект «Школа практической онкологии». Собирал деньги в рамках Cancer Fund (Фонд Андрея Павленко), вёл колонку на портале «Такие дела», а также видеоблог. 

## Биография
Родился 9 мая 1978 года в Праге (ЧССР), где в то время служил его отец, военный хирург. Позже семья жила в разных городах Советского Союза. В 1990 году переехали в Москву, где Андрей поступил в школу № 59. По окончании школы в 1995 поступил в Военно-медицинскую академию имени С. М. Кирова (ВМА), которую окончил в 2001 году. В 2002 году прошёл там же интернатуру по специальности хирургия.
С 2002 по 2004 работал хирургом базового военного госпиталя в Северо-Кавказском военном округе, после чего до 2007 года — хирургом кафедры военно-полевой хирургии ВМедА. В 2006—2008 годах прошёл клиническую ординатуру по хирургии в Медицинской академии им. И. И. Мечникова.
С 2008 года работал хирургом-онкологом торако-абдоминального отделения ГБУЗ Ленинградского областного онкологического диспансера. С 2010 до 2012 проходил ординатуру по специальности онкология в СПбМУ им. И. П. Павлова.
В 2013 году проходил стажировку по лапароскопической колоректальной хирургии в Европейском центре малоинвазивной хирургии IRCAD в Страсбурге (Франция) и в госпитале им. королевы Александры в Портсмуте (Великобритания). В 2016 году прошёл стажировку по малоинвазивной хирургии рака желудка в онкологическом центре университетской клиники Severance.
С 2016 до 2018 года работал хирургом-онкологом хирургического отделения в Клинике высоких медицинских технологий имени Н. И. Пирогова СПбГУ. В 2018 году назначен заместителем директора по медицинской части.
Являлся членом Европейского общества хирургической онкологии (ESSO). За 20 лет карьеры успешно прооперировал более двух тысяч пациентов.
В марте 2018 года Андрею Павленко диагностировали рак желудка. С тех пор он в совместном с порталом «Такие дела» проекте «Жизнь человека» рассказывал о лечении и продолжал работать после операции по удалению желудка. Его проект — Cancer Fund (Фонд Андрея Павленко), который финансирует его семью (50 % от переданных средств) и медийные проекты по онкологии (другие 50 %).
1 января 2020 года опубликовал на своей странице в сети Facebook заявление о том, что заболевание, к сожалению, окончательно победить не удалось, и он готовится к завершению своего жизненного пути. Скончался 5 января 2020 года на 42-м году жизни. Прощание и отпевание состоялись 6 января в Спасо-Преображенском Соборе. Похоронен на Киновеевском кладбище в Санкт-Петербурге.
В посмертном обращении объявил об учреждении порталом «Такие дела» гранта имени Андрея Павленко, направленного на содержание его семьи и финансирование медиапроектов (в пропорции 50:50), призванных увеличить информированность пациентов об онкологических заболеваниях и облегчить их жизнь.
Этот человек воодушевлял. Он внес вклад в тему просвещения об онкологии такой обширный, такой оптимистичный в определенном смысле для многих людей <…> Это яркий был, потрясающий человек, который сделал то, что побоялись или не стали, или, возможно, считали делать неэтичным другие люди.фонд «Вместе против рака»
Соболезнования в связи со смертью одного из ведущих хирургов-онкологов страны выразила министр здравоохранения России Вероника Скворцова:
Его личный пример мужественной борьбы с тяжелой болезнью помог тысячам пациентов мобилизоваться и настроить себя на лечение и выздоровление. Активная позиция Андрея Николаевича проявилась в его профессиональной деятельности, масштабной общественной работе, внося вклад в общее дело борьбы с онкологическими заболеваниями.

## Проект «Школа практической онкологии»
По инициативе Андрея Павленко и его коллег была начата работа по созданию проекта «Школа практической онкологии». Места, где молодые хирурги выпускники ординатур могли бы повысить свою квалификацию. Андрей написал учебный план медицинского образовательного учреждения и успел подготовить бизнес-стратегию совместно с международной компанией Boston Consulting Group. После его смерти работы по созданию Школы продолжили его коллеги и бывшие ученики. В 2024 году в Санкт-Петербурге состоялась выставка посвященная первому выпуску Школы.

## Награды
- Премия поддержки профессиональной журналистики «Редколлегия» (апрель 2018) за статью «Жизнь человека»
- Премия Moscow Urban Forum за лучший благотворительный и социальный проект
- Премия «Headliner года»[13]
- Лауреат премии  «ТОП50. Самые знаменитые люди Петербурга»-2019»[14]

## Семья
Жена — Анна Гегечкори. Трое детей: две дочери и сын (2017 г.р.). А. Н. Павленко является правнуком генерала армии С. П. Васягина.

## Память
В январе 2020 года В СПбГУ учредили грант имени Андрея Павленко на научные исследования в области онкологии. Также в университете учреждена стипендия имени Андрея Павленко.